# Місцеві вибори в Миколаєві 2015
Місцеві вибори у Миколаєві 2015 — чергові вибори Миколаївського міського голови і Миколаївської міської ради, що відбулися 25 жовтня 2015 року.
Вибори міської ради відбудуться за пропорційною системою, в якій кандидати закріплені за 54 виборчими округами. Для проходження до ради партія повинна набрати не менше 5 % голосів.
Міського голову обиратимуть абсолютною більшістю: якщо жоден кандидат не набере 50 %+1 голосів, буде призначено другий тур, до якого вийдуть два кандидати з найбільшою кількістю голосів.

## Результати

### Перший тур
| Кандидат           | Голосів | %     |
| ------------------ | ------- | ----- |
| Ігор Дятлов        | 44764   | 36.4  |
| Олександр Сєнкевич | 25904   | 21.1  |
| Юрій Гранатуров    | 25496   | 20.8  |
| Леонід Клименко    | 7986    | 6.6   |
| Віталій Воронов    | 4212    | 3.4   |
| Олександр Гриценко | 3336    | 2.7   |
| Денис Жело         | 2470    | 2.0   |
| Сергій Пучков      | 2009    | 1.6   |
| Демид Губський     | 1956    | 1.6   |
| Дарт Вейдер        | 1364    | 1.1   |
| Павло Деменський   | 816     | 0.6   |
| Надія Гірчева      | 541     | 0.4   |
| Олег Найда         | 527     | 0.4   |
| Юрій Себрін        | 441     | 0.3   |
| Олександр Гончаров | 390     | 0.3   |
| Роберт Арутюнов    | 313     | 0.3   |
| Михайло Гладун     | 297     | 0.2   |
| Станіслав Под'ячев | 224     | 0.2   |
| Явка               | 127175  | 34,45 |

## Результати
| Кандидат           | Голосів | %     | В пор. із І туром |
| ------------------ | ------- | ----- | ----------------- |
| Олександр Сєнкевич | 80636   | 54,90 | ▲33,8             |
| Ігор Дятлов        | 63567   | 43,28 | ▲6,9              |
| Явка               | 147185  | 39,85 | ▲5,4              |

### Миколаївська область
Миколаївська обласна рада
| Місце                 | Голосів | К-сть депутатів | % у раді |
| --------------------- | ------- | --------------- | -------- |
| 1. «Опозиційний блок» | 75003   | 17 / 64         | 26.56    |
| 2. БПП «Солідарність» | 65734   | 15 / 64         | 23.44    |
| 3. «Наш край»         | 42307   | 10 / 64         | 15.63    |
| 4. ВО «Батьківщина»   | 31669   | 7 / 64          | 10.94    |
| 5. УКРОП              | 28064   | 7 / 64          | 10.94    |
| 6. «Нова держава»     | 18909   | 4 / 64          | 6.25     |
| 7. «Відродження»      | 16459   | 4 / 64          | 6.25     |

Миколаївська міська рада
| Місце                     | Голосів | К-сть депутатів | % у раді |
| ------------------------- | ------- | --------------- | -------- |
| 1. «Опозиційний блок»     | 41642   | 26 / 54         | 48.15    |
| 2. Об'єднання «Самопоміч» | 16635   | 10 / 54         | 18.52    |
| 3. БПП «Солідарність»     | 14057   | 9 / 54          | 16.67    |
| 4. «Наш край»             | 14054   | 9 / 54          | 16.67    |

## Партії
Партії які взяли участь у виборах, згідно з жеребкуванням
| Номер у бюлетені | Назва                                 | Кількість кандидатів | Перший номер                        |
| ---------------- | ------------------------------------- | -------------------- | ----------------------------------- |
| 1                | «Радикальна партія Олега Ляшка»       | 36                   | Ногальський Олександр Олександрович |
| 2                | «Батьківщина»                         | 54                   | Богомаз Олег Миколайович            |
| 3                | «Нова держава»                        | 48                   | Пучков Сергій Євгенійович           |
| 4                | «Аграрна партія України»              | 12                   | Саркісян Карен Самсонович           |
| 5                | «Наш край»                            | 54                   | Юрій Гранатуров                     |
| 6                | «Блок Петра Порошенка «Солідарність»» | 54                   | Картошкін Костянтин Едуардович      |
| 7                | «Громадянська позиція»                | 15                   | Коваль Максим Григорійович          |
| 8                | «Демократичний альянс»                | 19                   | Матейчук Євгенія Іванівна           |
| 9                | «Партія простих людей Сергія Капліна» | 52                   | Жело Денис Вікторович               |
| 10               | «Блок Дарта Вейдера»                  | 0                    | Вейдер Дарт Володимирович           |
| 11               | «Опозиційний блок»                    | 54                   | Ігор Дятлов                         |
| 12               | «Самопоміч»                           | 28                   | Ісаков Сергій Михайлович            |
| 13               | «Республіка»                          | 5                    | Под'ячев Станіслав Валерійович      |
| 14               | «Відродження»                         | 49                   | Артем Іллюк                         |
| 15               | «УКРОП»                               | 31                   | Думенко Костянтин Миколайович       |
| 16               | «Нова політика»                       | 7                    | Спатар Віктор Володимирович         |
| 17               | «ВО „Свобода“»                        | 46                   | Федюшин Геннадій Ілліч              |

## Кандидати на посаду міського голови
| Фото | ПІБ                              | Дата народження | Суб'єкт висування                                      | Місце роботи, посада                                                            | Місце проживання                                     |
| ---- | -------------------------------- | --------------- | ------------------------------------------------------ | ------------------------------------------------------------------------------- | ---------------------------------------------------- |
|      | Арутюнов Роберт Рафаілович       | 23.08.1965      | Самовисування                                          | ДКП «Обрій», Заступник директора                                                | Миколаїв (Миколаївська область)                      |
|      | Вейдер Дарт Володимирович        | 08.08.1990      | Політична партія «БЛОК ДАРТА ВЕЙДЕРА»                  | Тимчасово не працює                                                             | Київ                                                 |
|      | Воронов Віталій Павлович         | 19.07.1977      | Партія "Відродження"                                   | Миколаївська міська організація партії «Відродження», Голова                    | Миколаїв (Миколаївська область)                      |
|      | Гірчева Надія Володимирівна      | 07.02.1987      | Самовисування                                          | Тимчасово не працює                                                             | Миколаїв (Миколаївська область)                      |
|      | Гладун Михайло Олексійович       | 10.11.1953      | Самовисування                                          | ТОВ «Михайлівський», Директор                                                   | Миколаїв (Миколаївська область)                      |
|      | Гончаров Олександр Олександрович | 06.05.1962      | Самовисування                                          | Тимчасово не працює                                                             | Очаків                                               |
|      | Гранатуров Юрій Ісайович         | 31.07.1960      | Політична партія «Наш край»                            | Миколаївська міська рада, Миколаївський міський голова                          | Миколаїв (Миколаївська область)                      |
|      | Гриценко Олександр Васильович    | 11.03.1979      | ВО "Батьківщина"                                       | КП «Левкада-АВ», директор                                                       | с. Баловне, Новоодеський район, Миколаївська область |
|      | Губський Демид Олександрович     | 15.09.1986      | ВО "Свобода"                                           | Тимчасово не працює                                                             | Миколаїв (Миколаївська область)                      |
|      | Деменський Павло Андрійович      | 21.11.1972      | Самовисування                                          | ПП «Служба Реклами Деменських», Директор                                        | Миколаїв (Миколаївська область)                      |
|      | Дятлов Ігор Сергійович           | 12.09.1981      | Політична Партія «Опозиційний блок»                    | Благодійний фонд (Довіра Миколєва), Директор                                    | Миколаїв (Миколаївська область)                      |
|      | Жело Денис Вікторович            | 21.06.1980      | Політична партія "Партія простих людей Сергія Капліна" | Профспілка м. Миколаєва «Сильні Разом», Голова організації                      | Миколаїв (Миколаївська область)                      |
|      | Клименко Леонід Павлович         | 29.01.1951      | «Блок Петра Порошенка "Солідарність"»                  | ЧНУ ім.. Петра Могили, Ректор                                                   | Миколаїв (Миколаївська область)                      |
|      | Найда Олег Володимирович         | 19.04.1964      | Політична партія «Громадянська позиція»                | Приватний підприємець                                                           | Миколаїв (Миколаївська область)                      |
|      | Под'ячев Станіслав Валерійович   | 15.10.1984      | Політична партія "Республіка"                          | Благодійна організація «Миколаївський фонд „Добро“», Заступник голови правління | Миколаїв (Миколаївська область)                      |
|      | Пучков Сергій Євгенійович        | 22.04.1977      | Політична партія «Нова держава»                        | Фонд сприяння демократичним виборам, Голова обласного осередку                  | Миколаїв (Миколаївська область)                      |
|      | Сербин Юрій Анатолійович         | 03.12.1960      | Політична партія Народний Рух України                  | ДП-Інвалідів «ЗДРАВНИЦА-СЕРВИС», Генеральний директор                           | Миколаїв (Миколаївська область)                      |
|      | Сєнкевич Олександр Федорович     | 04.02.1982      | Партія «Об'єднання „Самопоміч“»                        | ПП « Лєда», директор                                                            | Миколаїв (Миколаївська область)                      |

### Соціологія
Вибори Миколаївського міського голови
| Кандидат                                     | 13.10 | 10.10 | 06.10 | 01.08 |
| -------------------------------------------- | ----- | ----- | ----- | ----- |
| Юрій Гранатуров                              | 16.5  | 18.1  | 20.7  | 33.1  |
| Ігор Дятлов                                  | 12.3  | 10.8  | 11.8  | 13.7  |
| Олександр Сєнкевич                           | 11.8  | 7.9   | 12.1  | 3,5   |
| Віталій Воронов                              | 4.9   | 3.2   | 4.2   | -     |
| Леонід Клименко                              | 5.2   | 4.0   | 6.5   | -     |
| Сергій Пучков                                | 1.3   | 0.6   | 2.3   | -     |
| Інший кандидат                               | 9.2   | 10.8  | 4.7   | 15,5  |
| Не визначились\не братимуть участі у виборах | 37.3  | 46.9  | 37.7  | 46    |